# Ráz těles

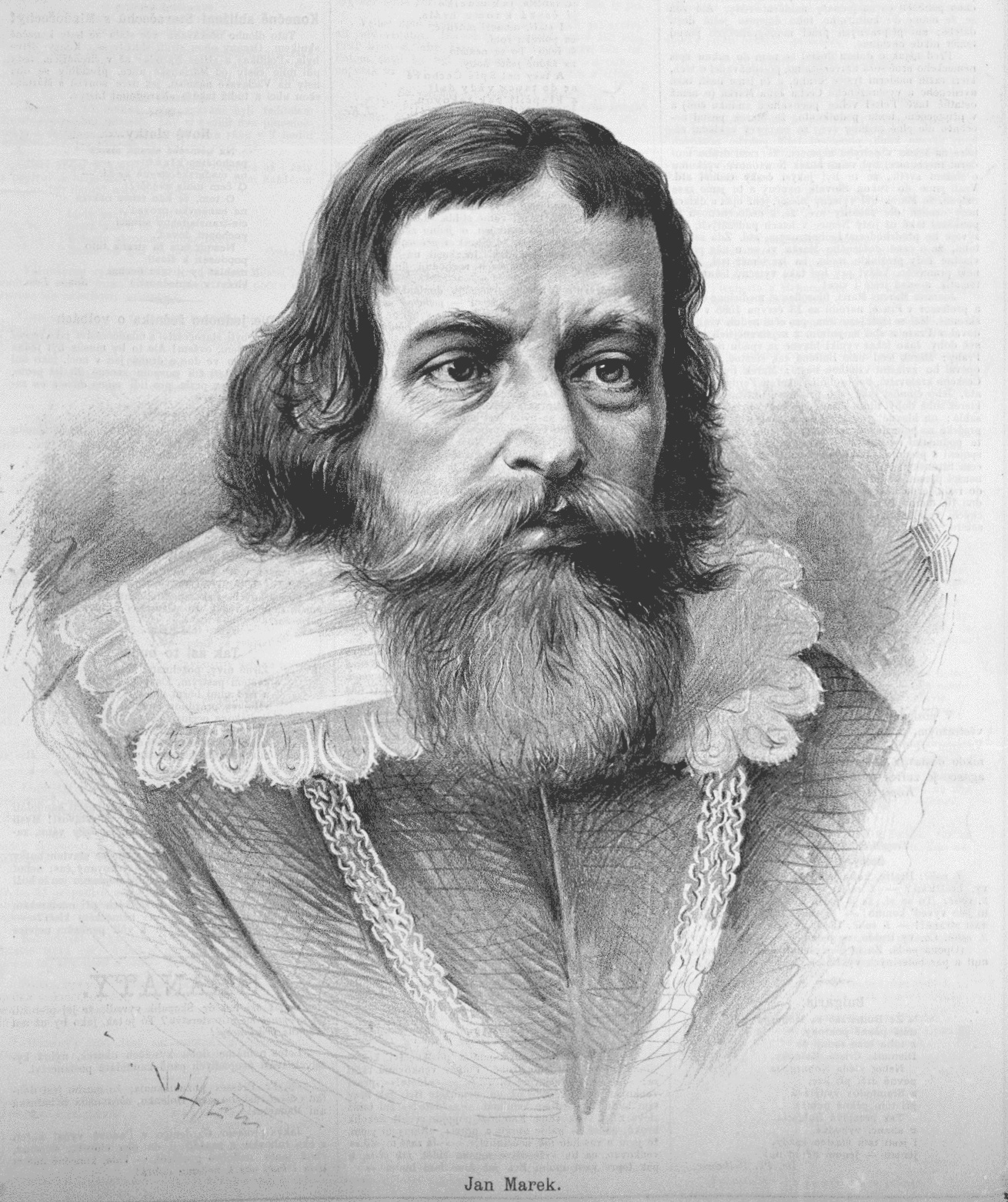
Jan Marek Marci

Ráz těles je střetnutí dvou těles. Pokud se srazí dvě tělesa při pohybu, vznikají na styčné ploše síly, které způsobí změnu pohybu těles.
Ráz těles, častěji srážka těles, je interakce těles, při níž se soustředíme na pozorování počátečního stavu Sinit a koncového stavu Sfin.

## Typy
- Ráz (dokonale) pružný - celková pohybová energie posuvného pohybu srážejících se těles {\displaystyle E_{\mbox{k}}=\sum _{i}{\frac {1}{2}}m_{i}v_{i}^{2}} se nezmění. Dobrým přiblížením je srážka ocelových nebo gumových koulí.
- Ráz nepružný - celková pohybová energie posuvného pohybu těles {\displaystyle E_{\mbox{k}}} se změní; zpravidla se zmenší o nárůst vnitřní energie soustavy: makroskopická soustava se zahřeje nebo nevratně zdeformuje. Při dokonale nepružné srážce dvou těles mají po srážce obě tělesa stejnou rychlost (nepohybují se vůči sobě). Příkladem je srážka dvou hrud bláta.
- Ráz částečně pružný - pohybová energie posuvného pohybu těles se částečně zmenší; je to přechodový případ mezi dokonale pružnou a nepružnou srážkou.

Mírou pružnosti rázu je činitel restituce {\displaystyle k} (vzpruživost, koeficient restituce) daný poměrem skutečné vzájemné rychlosti srazivších se těles ku rychlosti, kterou by měla stejná tělesa po dokonale pružné srážce. Při dokonale nepružné srážce je {\displaystyle k=0}. Má rozměr 1 (je bezrozměrný), proto jde o činitel, nikoli součinitel.
Při makroskopických srážkách bývá pravidelně {\displaystyle 0\leq k<1}. Případná kinetická energie rotačního pohybu se zpravidla započítává do vnitřní energie. Při mikroskopických srážkách může také vzrůst energie postupného pohybu na úkor rotační či energie vzbuzených stavů; pak mluvíme o srážce superelastické, {\displaystyle k>1}.

## Různé
- Pohybová energie se může změnit (na úkor změny vnitřní energie), kdežto hybnost i moment hybnosti se zachovávají vždy (u mikroskopických srážek s uvážením spinu částic).
- Rázem těles se zabýval český renesanční lékař a vědec Jan Marek Marci původem z Lanškrouna.[2]